# Anna Serret Almenara
Anna Serret Almenara (Barcelone, 1988) est une pianiste et pédagogue catalane,.

## Biographie
Anna Serret Almenara est principalement formée auprès du pianiste Jordi Vilaprinyó pendant ses études au Conservatoire municipal de musique de Barcelone qu'elle termine avec un diplôme professionnel. Elle est également disciple de Xavier Boliart et Carles Guinovart, avec qui elle acquiert de solides connaissances musicales dans les disciplines de l'harmonie, de la composition et de l'analyse, obtenant une profonde compréhension de la musique, présente dans ses interprétations. Elle poursuit ses études supérieures de piano à l'École supérieure de musique de Catalogne, avec Manuela Gouveia et termine son cursus avec éloges, ce qui l'amène à proposer plusieurs conférences et concerts et le tournage d'un documentaire pour la télévision de Catalogne,,,,. Ensuite, Anna Serret Almenara, se perfectionne sous la tutelle d'Albert Attenelle, héritier de l'école pianistique catalane et avec Paul Badura Skoda, un des principaux représentants de l'école viennoise, en suivant ses cours et classes de maître au Portugal, en Catalogne et en Italie. Son intérêt pour l'apprentissage constant et diversifié, la porte participer à d'autres classes magistrales avec plus de vingt maîtres de renom international du piano, de toutes les traditions et écoles pianistiques : Boris Berman, Vitaly Margulis, Edith Fischer, Christian Zacharias, Luiz de Moura Castro... C'est à travers eux qu'elle reçoit le riche legs pianistique et l'influence pédagogique.
Sa trajectoire en tant que concertiste, s'entame très jeune, offrant récitals tant en soliste et au sein de divers ensembles de chambre, pour des festivals internationaux en Catalogne et plus tard, en Espagne et en Europe. Elle est acclamée par le public et la critique, qui souligne aussi bien ses capacités optimales d'interprète et insolites et définit son « pianisme » d'inédit. Elle a été primée dans divers concours de piano et de musique de chambre. Entre autres, il faut signaler le prix à l'unanimité de l’Arts Musicals y Concurs de Piano de Barcelone. 
En tant que pédagogue, elle est admise dès vingt-deux ans, en tant que professeur au Conservatoire municipal de musique de Barcelone, et devient bientôt la plus expérimentée de sa génération dans la préparation de musiciens à un niveau professionnel. 
Anna Serret est pionnière en Catalogne et en Espagne et une des premières au niveau mondial à faire usage de la pédale harmonique.